# Куколь обыкновенный
Ку́коль обыкнове́нный, или Ку́коль посевно́й (лат. Agrostémma githágo) — однолетнее растение, вид рода Куколь (Agrostemma) семейства Гвоздичные (Caryophyllaceae). Засоряет посевы зерновых культур.

## Ботаническое описание

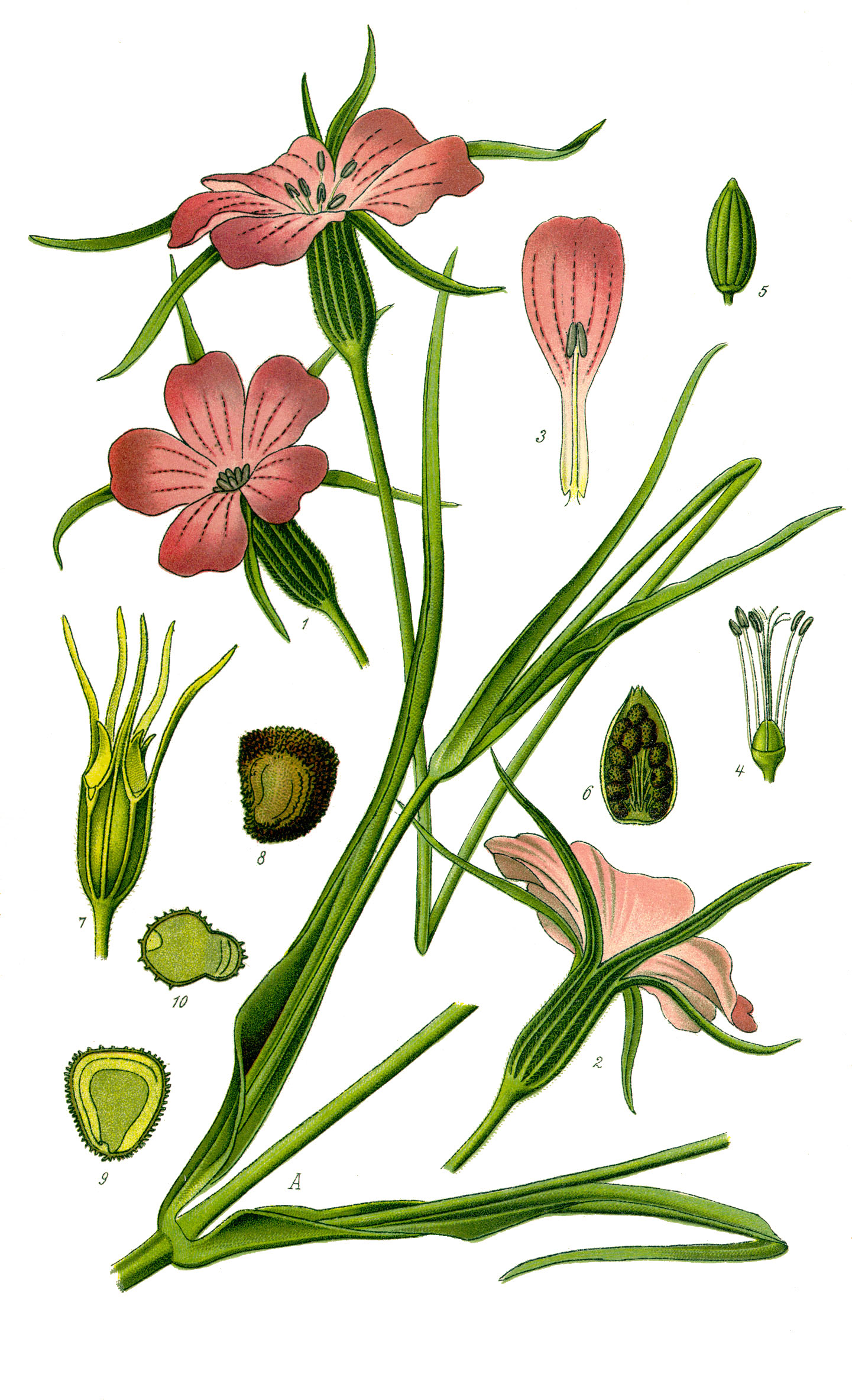
Иллюстрация из книги «Flora von Deutschland, Österreich und der Schweiz», 1885

Растение травянистое, высотой 30—80 см, равномерно, негусто войлочно опушенное простыми длинных мягкими серыми, более или менее прижатыми волосками.
Корень стержневой, тонкий, слабоветвистый.
Стебель простой или вверху с немногочисленными отклонёнными ветвями, прямостоячий, округлый, удлинённый, облиственный.
Листья без прилистников, простые, супротивные, сидячие, в основании слегка сросшиеся, линейные или линейно-ланцетные, острые, цельнокрайные, перистонервные, цельные, длиной 3—13 см, шириной 2—10 мм.
Цветки довольно крупные, расположены поодиночке на концах стебля и веточек, полные, циклические, правильные. Чашечка спайнолистная, рассечена глубже половины на 5 линейных долей длиной 2—3 см, шириной около 2 мм, превышающих трубку. Трубка чашечки длиной 1,5—2 см. На поверхности чашечки хорошо заметны 10 выступающих жилок. Венчик без прицветника, раздельнолепестный, более короткий, чем чашечка, с пятью цельными обратнояйцевидными тёмно-розовыми лепестками и слабо выемчатым отгибом на верхушке, переходящим в ноготок, несущий две продольные крыловидные полоски. Андроцей из десяти свободных тычинок в два круга; цветок обдиплостемонный; наружные тычинки в основании прирастают к лепесткам; тычиночная нить тонкая, длиннее ноготка; пыльник продолговатый, раздвоенный, качающийся, интрорзный. Гинецей лизикарпный, из пяти плодолистиков, пестик один.
Формула цветка: {\displaystyle \ast K_{(5)}\;C_{5}\;A_{5+5}\;G_{\underline {(5)}}}.
Завязь верхняя, одногнездная, с центральной плацентой. Столбиков пять, длинных, с нитевидными волосистыми, слегка закрученными рыльцами.
Плод — одногнездная коробочка, многосеменная, яйцевидная, превышающая трубку чашечки, вскрывающаяся на верхушке пятью короткими зубчиками, содержит 30—40 семян. Семена крупные, длиной 2,5—3,5 мм, округло-почковидные, слегка сплюснутые, почти чёрные, покрыты концентрическими рядами острых шипиков.
Куколь распространяется семенами, которые обладают почти стопроцентной всхожестью и сохраняют её до десяти лет. Они могут прорастать как весной, так и осенью, причём осенние всходы хорошо перезимовывают.
| |  |  |  |
| Слева направо: Цветок куколя обыкновенного крупным планом Декоративная форма с белыми цветками «Sakuragai» Плод (коробочка) Семена |  |  |  |

## Распространение и экология
Куколь обыкновенный произрастает в Европе, Средней Азии, Северной Африке. В России — по всей Европейской части, на Кавказе, в Западной и Восточной Сибири, на Дальнем Востоке. Вид описан из Европы.

## Значение и применение
В семенах отлагается ядовитое вещество гитагин. Наиболее ядовиты семена для лошадей, крупного рогатого скота и птицы. Особенно опасен для молодых животных. Отравления обычно возникают при использовании для кормлении животных зерноотходов и мучнистых кормов с большой примесью семян куколя. Отмечено немалое количество случаев отравления, заболевания и даже гибели животных. В 1969 году в колхозе «Россия» Саратовского района Саратовской области зерноотходы с примесью семян куколя использовали для кормления поросят, значительная часть которых подверглась отравлению со смертельным исходом. В совхозе «Серафимовский» Арзгирского района Ставропольского края при скармливании 2—3 месячным цыплятам комбикорма с примесью семян куколя наблюдалось отравление и частичный падёж птицы. Характерные признаки болезненного состояния при отравлении птицы — вытягивание тел и подергивание голов.
Куколь обыкновенный — сорняк, засоряющий посевы зерновых культур и льна. Семена его содержат около 7 % ядовитого гликозида гитагина (агростемина) — C27H28O11, который действует на сердце, нервную систему, и разрушает красные кровяные тельца. Примесь семян куколя в муке придаёт ей горький привкус, а в количестве 0,5 % может быть опасной для здоровья человека.
В настоящее время, в связи с усовершенствованием агротехнологий, в частности, более качественной очисткой зерна от примесей, куколь встречается на полях гораздо реже, а местами вообще исчез, занесён в Красные книги некоторых регионов России.
Благодаря крупным красивым цветкам куколь обыкновенный иногда выращивают в качестве декоративного растения.
Исследования лекарственных свойств куколя показали, что он обладает антигельминтным, диуретическим (семена) и отхаркивающим действием, однако из-за ядовитости в официальной медицине куколь не применяется.

## Классификация

### Таксономия
Agrostemma githago L., 1753, Sp. Pl.: 435
Вид Куколь обыкновенный относится к роду Куколь (Agrostemma) семейства Гвоздичные (Caryophyllaceae) порядка Гвоздичноцветные (Caryophyllales). Кладограмма в соответствии с Системой APG IV по состоянию на декабрь 2023 года:
|  |                                      |  |                                   |                                   |                      |  | ещё 40 семейств | ещё 40 семейств |                     |  |  |  | еще 1 подтвержденный вид |
|  |                                      |  |                                   |                                   |                      |  | ещё 40 семейств | ещё 40 семейств |                     |  |  |  | еще 1 подтвержденный вид |
|  |                                      |  |                                   | порядок Гвоздичноцветные          |                      |  |                 |                 | род Куколь          |  |  |  |                          |
|  |                                      |  |                                   | порядок Гвоздичноцветные          |                      |  |                 |                 | род Куколь          |  |  |  |                          |
|  | отдел Цветковые, или Покрытосеменные |  |                                   |                                   | семейство Гвоздичные |  |                 |                 | Куколь обыкновенный |  |  |  |                          |
|  | отдел Цветковые, или Покрытосеменные |  |                                   |                                   | семейство Гвоздичные |  |                 |                 |                     |  |  |  |                          |
|  |                                      |  | ещё 63 порядка цветковых растений | ещё 63 порядка цветковых растений |                      |  |                 | еще 97 родов    | еще 97 родов        |  |  |  |                          |
|  |                                      |  |                                   | ещё 63 порядка цветковых растений |                      |  |                 |                 | еще 97 родов        |  |  |  |                          |

### Синонимы
- Agrostemma githago var. githago –
- Agrostemma githago var. linicola (Terech.)  K.Hammer
- Agrostemma githago var. macrospermum (Levina)  K.Hammer
- Agrostemma gitthago Retz.
- Agrostemma hirsuta Gilib.
- Agrostemma hirsuta Stokes
- Agrostemma linicola Terech.
- Agrostemma macrospermum Levina
- Agrostemma nicaeensis Pers.
- Githago nicaeensis Link
- Githago segetalis St.-Lag.
- Githago segetum Link
- Githago segetum var. nanum Lunell
- Lychnis githago Scop.